# Rosenkranzkirche (Bad Neuenahr)

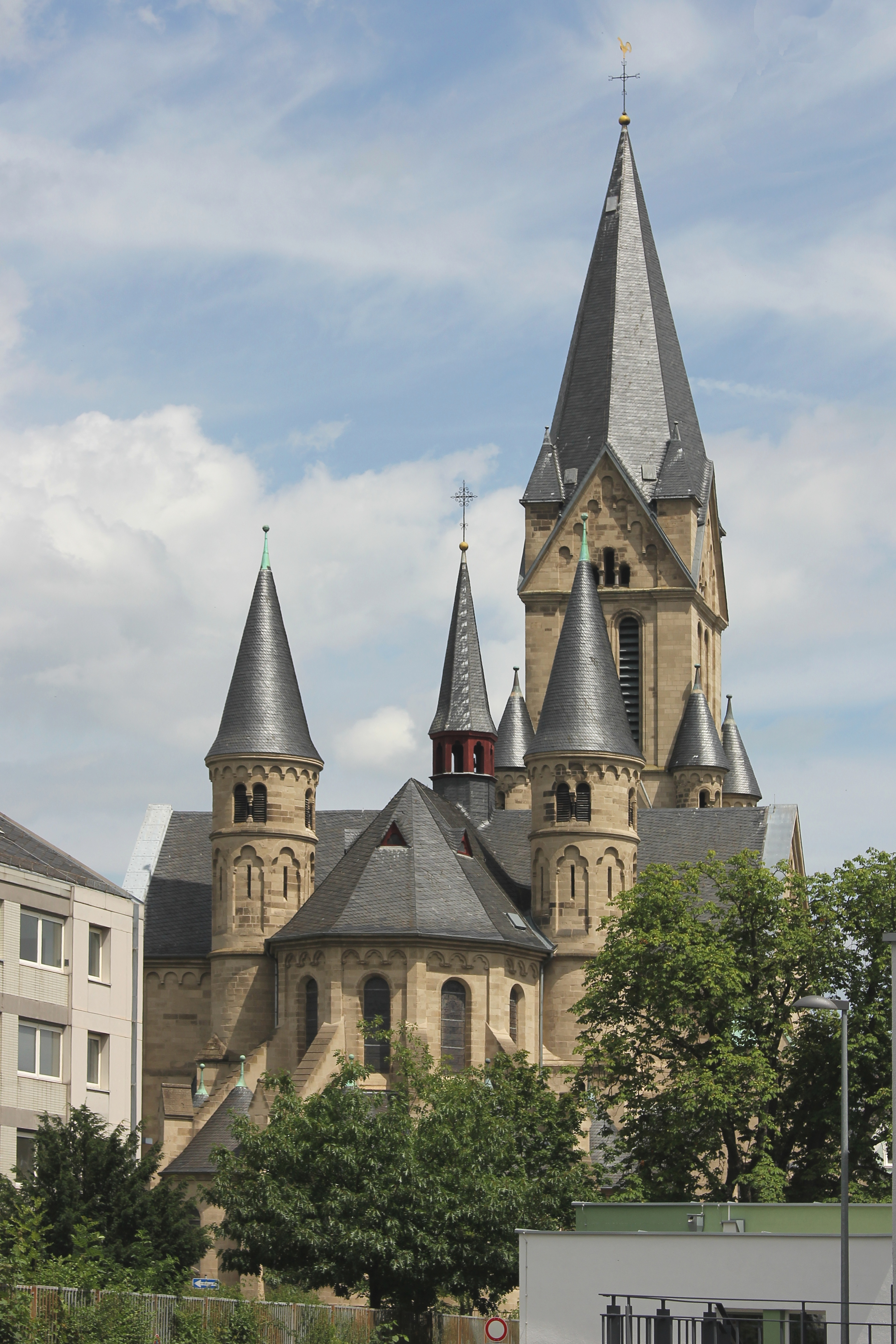
… 2016

Die Rosenkranzkirche ist eine römisch-katholische Pfarrkirche in Bad Neuenahr. Sie liegt an der Telegrafenstraße in Bad Neuenahr, trägt das Patrozinium „Maria Rosenkranzkönigin“ und gehört zur Pfarreiengemeinschaft St. Marien und St. Willibrord (kurz: Rosenkranzpfarrei) im Bistum Trier.

## Geschichte
Die Rosenkranzkirche wurde von 1899 bis 1901 nach Entwürfen des Baumeisters August Menken erbaut und 1904 geweiht, jedoch erst 1907 vollständig fertiggestellt. Spendengelder ermöglichten 2009 eine grundlegende Innenrenovierung. Durch die Flutkatastrophe im Juli 2021 wurde die Kirche stark beschädigt. Vor allem Absenkungsschäden beeinträchtigten das Bauwerk beträchtlich.
Im Advent 2021 beleuchtete der Meckenheimer Künstler Rafael Buttlies die Fenster der Kirche unter dem Motto: „Hoffnung des Lichtes für das Ahrtal“ in verschiedenen Farben.

## Architektur

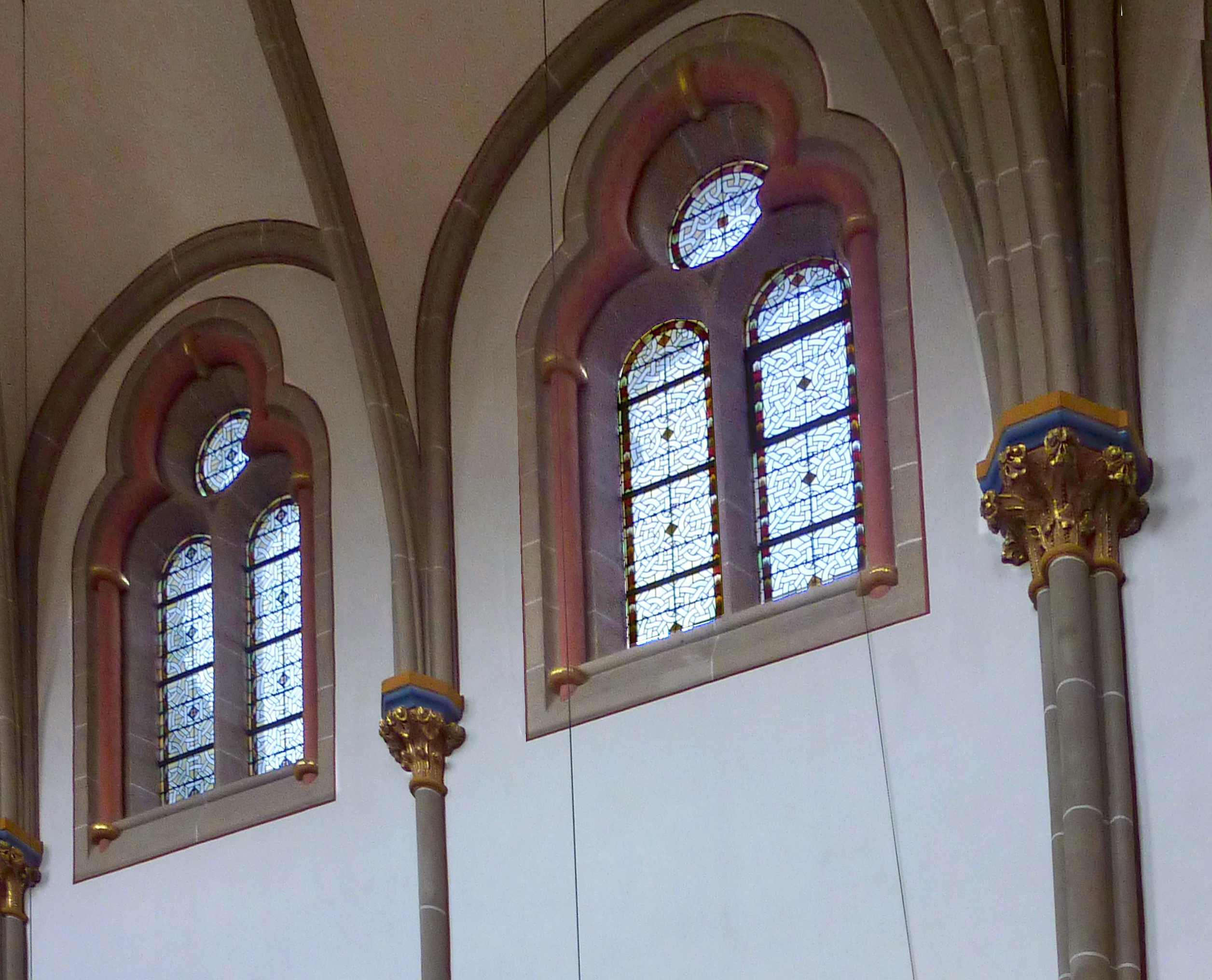
Wand mit herausgeschnittenen Fensteröffnungen

Die Rosenkranzkirche wurde im neuromanischen Stil errichtet. Von außen prägt der an der Ostseite des Langhauses stehende 60 Meter hohe Kirchturm das Bild des Gebäudes. Ein 1955 geschaffenes Tympanon über dem Hauptportal von Ernst Matschulla, das die Krönung Mariens durch die Dreifaltigkeit zeigt, fügt sich harmonisch in den Kirchenbau ein.
Im Turmuntergeschoss befindet sich eine niedrige Vorhalle, die sich zum Kirchenschiff durch einen Bogen unterhalb der Orgelempore öffnet. Seit 2009 ist in der Vorhalle die Taufkapelle eingerichtet. Zwischen der Vorhalle und der Vierung liegt das Mittelschiff. Die glatten Mauerwände werden dort von scharfkantig herausgeschnittenen Fensteröffnungen unterbrochen.
Das Ordnungsprinzip des Kirchensystems wird im Wechsel der Arkadenstützen erkennbar: Abwechselnd werden die Seitenschiffe vom Mittelschiff durch Eckpfeiler sowie Rundpfeiler an den Kapitellen im Norden und im Süden abgetrennt (Rheinischer Stützenwechsel). Ein Sterngewölbe schmückt die Hängekuppel der quadratischen Vierung, die von Pilastern mit Kapitellen begrenzt wird.
Querhäuser ragen über die Seitenschiffwände hinaus. Strebepfeiler sichern die Querhäuser an den Ecken, die das Gewicht des Gewölbes und des Dachs tragen. Im Giebel werden die Häuser von einem gestuften Rundbogenfries geziert, während die Querschiffstirnwände mit jeweils einer Abstraktion einer Blütenform, einer Fensterrose aus zusammengesetzten Fastenbildern, ausgeschmückt wurden.

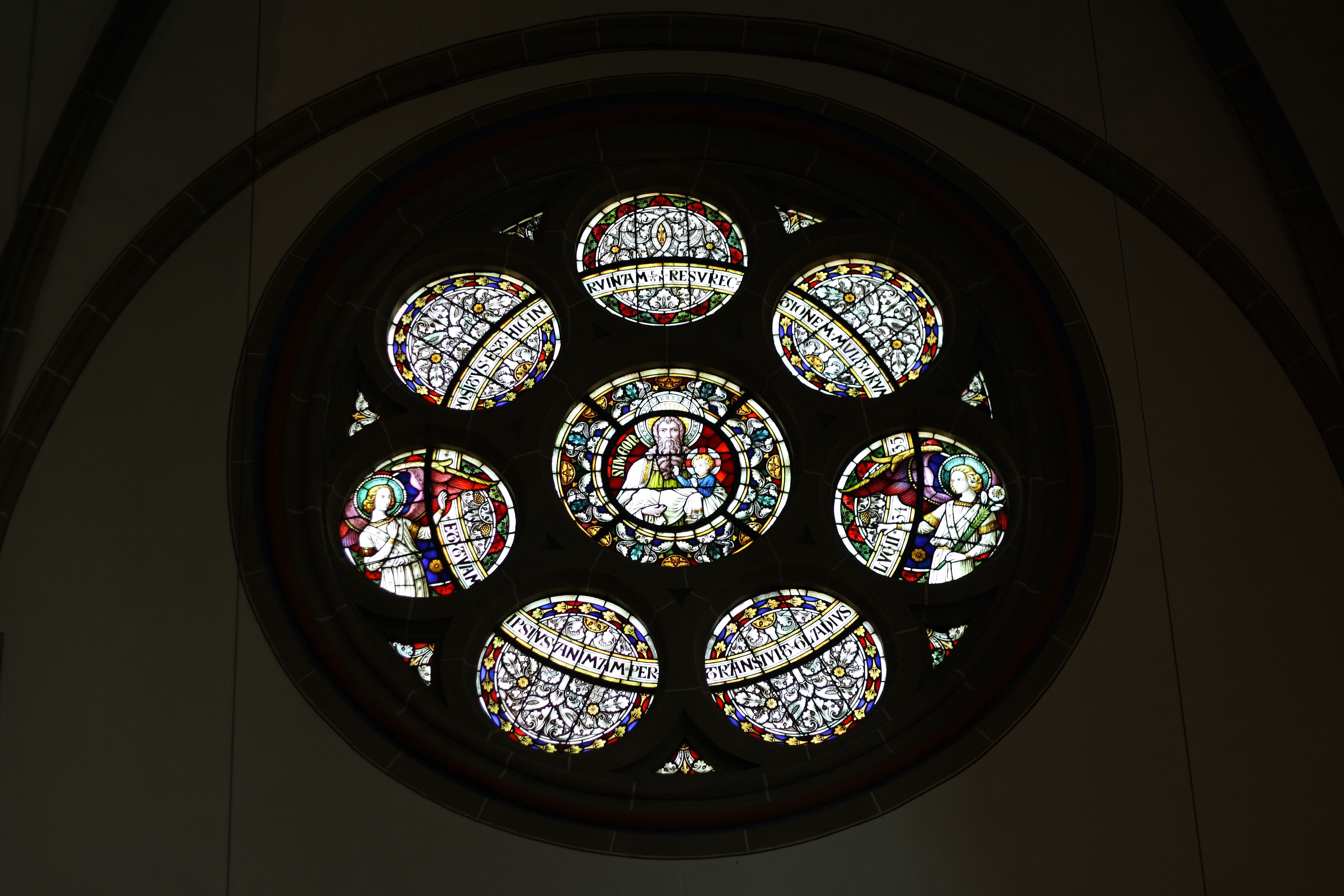
Bleiglasfenster

Der Chorumgang ist durch Rundpfeiler mit ausgeprägten Kapitellen vom Hochchor getrennt. Die fünf Chorkapellen haben ungerahmte und gekoppelte Rundbogenfenster. Die Chorflankentürme erheben sich auf einem quadratischen Grundriss.
Menken entwarf die Kirche mit symbolträchtigen Bauformen, also Säulen, Apsiden, Bögen, Türmen und Wölbungen, in Anspielung auf das Himmlische Jerusalem.

## Ausstattung
In der Taufkapelle in der Vorhalle unter der Orgel steht seit 1912 ein aus Sandstein gefertigter Taufstein mit aus Messing getriebenem Becken und Kupferdeckel, der die vier Evangelistensymbole zeigt. 1912 wurde die Kirche zudem um zwei Travertinreliefs mit Szenen aus der Bergpredigt und der Darstellung des zwölfjährigen Jesus im Tempel nach Lukas (Lk 2,41-52 ) bereichert, ebenso hinzu kam die Kanzel aus Sandstein und mit Marmorsäulen und Holzschalldeckel mit Heilig-Geist-Taube und schmiedeeisernem Aufbau.
1928 wurde der aus Marmor gefertigte Hochaltar, der bis dahin in der Kölner Pfarrkirche St. Georg stand, in der Rosenkranzkirche aufgestellt. Mehr als viereinhalb Jahrzehnte später, 1974, wurde der Zelebrationsaltar aus italienischem Marmor angefertigt. 2010 wurde ein neuer Ambo eingeweiht.
1910 stiftete eine Familie den Altar der Schmerzhaften Mutter Gottes, der heute an der Westwand des rechten Querhauses steht.
Erste Kapelle im Kapellenkranz ist die Marienkapelle, in der nach der Innenrenovierung im Jahr 2009 eine Holzfigur aufgestellt wurde, eine Madonna aus dem 17. Jahrhundert. Die Muttergottesfigur mit Kind stammt aus der ehemaligen Josefskapelle von Bad Neuenahr. Dort steht dafür die Kreuzigungsgruppe. Die zweite Kapelle birgt den Johannesaltar aus dem Jahr 1912. In der dritten Kapelle steht heute der ehemalige Hochaltar. Er dient in der Karwoche der „Grablegung Christi“ als Rahmen. Die vierte Kapelle wird als Beichtkapelle verwendet. Die fünfte Kapelle wurde 2009 als Friedenskapelle eingerichtet, in der die kleinen Holzkreuze mit den Namen der gefallenen Gemeindemitglieder stehen. Ursprünglich waren sie in der Eingangshalle platziert.
Ausgemalt wurde die Kirche im Nazarener-Stil von Carl Kögl in den Jahren 1910 bis 1911. Seine Wandgemälde im Chorraum oberhalb des Hauptaltars stellen fünf Szenen aus dem Leben Jesu dar, die im freudenreichen Rosenkranz betrachtet werden. Sie sind dem Lukasevangelium entnommen und stellen von links nach rechts dar: die Verkündigung an Maria – Besuch Marias bei ihrer Verwandten Elisabeth (Mariä Heimsuchung) – die Geburt Jesu zu Bethlehem – die Darstellung des Herrn im Tempel (Maria Lichtmess) – den zwölfjährigen Jesus im Tempel.
Die Stirnwände in den Querschiffen schmücken Kögls Fresken aus. Auf der Südwand des linken Querschiffs ist unterhalb der Fensterrose die Himmelfahrt Mariä und Krönung zur Himmelskönigin zu sehen. Auf ähnliche Weise gestaltete der Künstler das Monumentalfresko im rechten Querschiffarm mit einer Darstellung der Seeschlacht von Lepanto, deren für die christliche Flotte siegreicher Ausgang der Hilfe Mariens und dem von Pius V. angeordneten Rosenkranzgebet zugeschrieben wurde.
Eine 1940 von Klais gebaute Orgel steht auf der Empore über dem Hauptportal. Sie verfügt über 36 klingende Register mit drei Manualen, Rückpositiv, Haupt-, und Schwellwerk sowie Pedal.
Das aus vier Glocken bestehende Geläut der Pfarrkirche wurde 1951 vom Bochumer Verein aus Stahl gegossen. In der folgenden Tabelle werden die Glocken der Größe nach genannt:
| Glocke             | Gewicht (in Tonnen) | Ton |
| ------------------ | ------------------- | --- |
| Christkönigsglocke | 5,9                 | gis |
| Muttergottesglocke | 3,8                 | h   |
| Willibrordusglocke | 1,7                 | cis |
| Michaelsglocke     | 1,1                 | e   |